# Sonate K. 443
La sonate K. 443 (F.389/L.418) en ré majeur est une œuvre pour clavier du compositeur italien Domenico Scarlatti.

## Présentation
La sonate K. 443 en ré majeur, notée Allegro, forme une splendide paire avec la sonate suivante. D'une riche écriture, elle offre dès l'ouverture le rythme des saetas qui gouverne toute la sonate. Comme pour la K. 337, le dessin mélodique s'inscrit entre des tenues aux extrêmes, par le cinquième doigt de chaque main « créant une plénitude sonore proprement orchestrale ».

## Manuscrits
Le manuscrit principal est le numéro 26 du volume X de Venise (1755), copié pour Maria Barbara ; les autres sont Parme XII 22 et Münster II 6.

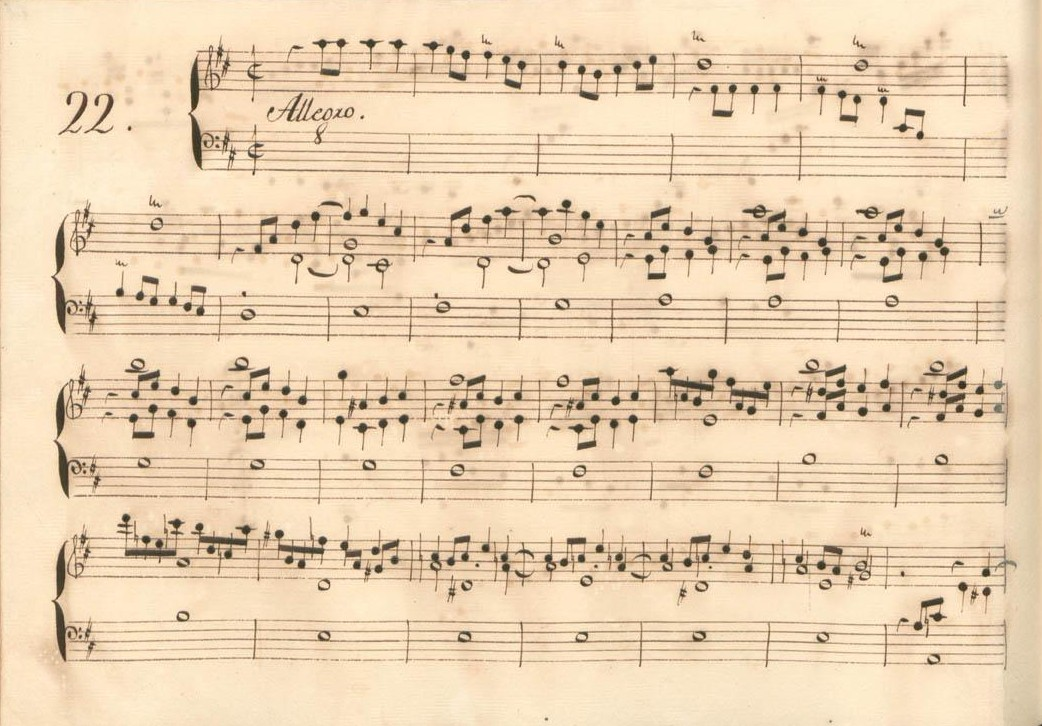
Parme XII 22.
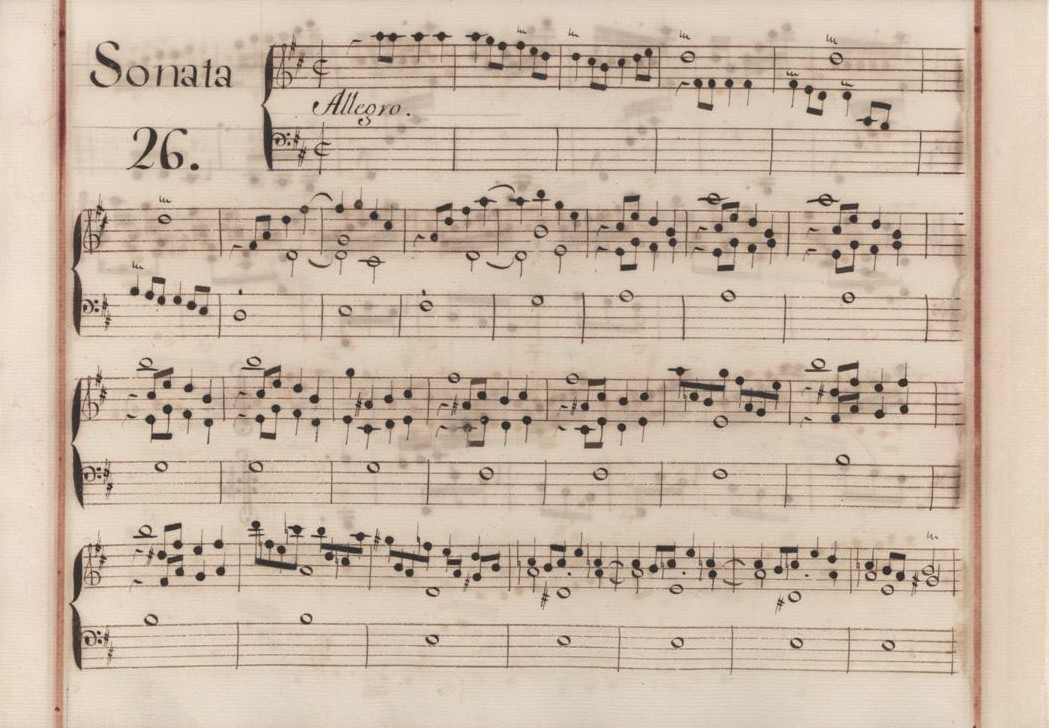
Venise X 26.

## Interprètes
La sonate K. 443 est défendue au piano notamment par Mikhaïl Pletnev (1994, Virgin), Fou Ts'ong (Collins), Beatrice Long (1996, Naxos, vol. 4), Maurizio Baglini (2014, Decca), Carlo Grante (2016, Music & Arts, vol. 5) ; au clavecin, par Wanda Landowska, Igor Kipnis (1979, EMI), Rafael Puyana (1984, Harmonia Mundi), Scott Ross (1985, Erato), Władysław Kłosiewicz (1997, CD Accord), Colin Tilney (2000, Dorian), Richard Lester (2003, Nimbus, vol. 4) et Pieter-Jan Belder (Brilliant Classics, vol. 10), Skip Sempé à deux clavecins avec Olivier Fortin (2006, Paradizio) et Frédérick Haas (2016, Hitasura), Pierre Hantaï (2020, Mirare).
Leo Brouwer en a donné une transcription pour guitare qu'il a enregistrée pour le label Erato (1974), parmi une douzaine de sonates, ainsi que Pascal Boëls (2001, Calliope). Marco Ruggeri (2006, MV Cremona) l'a jouée à l'orgue.

## Sources
: document utilisé comme source pour la rédaction de cet article.
- Ralph Kirkpatrick (trad. de l'anglais par Dennis Collins), Domenico Scarlatti, Paris, Lattès, coll. « Musique et Musiciens », 1982 (1re éd. 1953 (en)), 493 p. (ISBN 978-2-7096-0118-4, OCLC 954954205, BNF 34689181).
- Alain de Chambure, « Domenico Scarlatti : Intégrale des sonates — Scott Ross », Erato (2564-62092-2), 1985 (OCLC 891183737) .